# أنطون ألبرت بيكمان
أنطون ألبرت بيكمان (بالهولندية: Anton Albert Beekman)‏ هو جغرافي هولندي، ولد في 5 يناير 1854 في أمستردام في هولندا، وتوفي في 23 مايو 1947 في لاهاي في هولندا.